# Mitgliederzeitschrift
Mitgliederzeitschriften (auch als -Zeitung oder Vereins- bzw. Verbandsorgan bezeichnet; alter Ausdruck auch: Gesellschaftszeitschrift) gehen an Mitglieder eines Vereins oder Verbandes. Sie dienen zur Information und zur internen Öffentlichkeitsarbeit. Sie sind inhaltlich und äußerlich dem Interesse und Geschmack der Zielgruppe passend gestaltet. Im redaktionellen Teil stehen branchenspezifische und interne Themen. Auch Parteizeitungen fallen häufig in diese Kategorie.
Die meisten  Mitgliederzeitschriften  ähneln Publikumszeitschriften. Sie  werden von der Informationsgemeinschaft zur Feststellung der Verbreitung von Werbeträgern (IVW) zu den Publikumszeitschriften gezählt und gelten als Mitgliederstücke. Sie zählen demnach zur abonnierten Auflage. Eine Mitgliederzeitschrift ist nicht immer kostenlos, es kann ein gesonderter Betrag berechnet werden oder der Bezugspreis kann im Mitgliedsbeitrag enthalten sein.
Zwischen einer Kundenzeitschrift und einer Mitgliederzeitschrift ist schwer zu unterscheiden. Beide zählen zum Corporate Publishing und wenden sich an ihre Hauptzielgruppen, d. h. Kunden bzw. Mitglieder. In Mitgliederzeitschriften werden bisweilen auch Seminare oder kostenpflichtige Zusatzangebote beworben. Dasselbe gilt für Krankenkassen, Buchklubs, Bausparkassen und Banken. Zu den Adressaten einer Mitgliederzeitschrift zählen in jedem Fall die Mitglieder. Dementsprechend legt sie Wert auf Zugänglichkeit (Publizität) und Periodizität, in geringerem Maß auch auf Aktualität der Berichterstattung und/oder inhaltliche Vielfalt.

## Beispiele
Beispiele von Mitgliederzeitschriften sind etwa:
- von Vereinen, zum Beispiel „VDI nachrichten“ des Vereins Deutscher Ingenieure,
- von Verbänden, zum Beispiel „journalist“ des Deutschen Journalisten-Verbandes.
- Die Mitgliederzeitschrift des Allgemeinen Deutschen Automobilclubs, die ADAC Motorwelt, hat  mit 13,8 Millionen Exemplaren[1] die höchste Auflage einer Zeitschrift Deutschlands überhaupt.

## Sonderform „Gesellschaftszeitschrift“
Eine Gesellschaftszeitschrift war im Unterschied zur Boulevardzeitung nicht zwingend an großen Auflagen interessiert. Im 18. und 19. Jahrhundert betraf es die Salons, über deren Teilnehmerkreis sie oft nicht weiter verbreitet waren. Dazu gehörten in Deutschland u. a. das Tiefurter Journal und das Chaos. Dabei wurden auch gesellschaftlich relevante Themen behandelt. Die Gesellschaftszeitschriften tragen zur Meinungsbildung bei, verbunden mit einem Anspruch auf Seriosität. Im 19. Jahrhundert hatte der Historiker Heinrich Wuttke die Rolle der Presse, insbesondere den sogenannten Reptilienfonds, in der Politik Bismarcks kritisiert. Zumeist erschienen diese Periodika regelmäßig.